# Spanner
Spanner was een Nederlandse rockband rondom zanger Syb van der Ploeg.

## Biografie
Van der Ploeg, zanger van de Friese band De Kast richtte vrijwel direct na het tijdelijk uiteenvallen van deze band in 2002, samen met drummer Nico Outhuijse en basgitarist Johan Hofman, de Engelstalige band Spanner op.
Spanner heeft tot dusver twee albums afgeleverd. Het vrij stevige Wonderful World uit 2003 en het wat afwisselender Solid Ground uit 2005. Van deze albums zijn een aantal singles uitgebracht, maar alleen de single Wonderful World behaalde een notering in de Nederlandse hitlijsten. Wonderful World schopte het tot een nummer 65 in de Single Top 100.
In Duitsland timmerde Spanner ook aardig aan de weg, maar ondanks goede recensies in diverse muziekbladen heeft Spanner nooit echt weten door te dringen bij het grote publiek. Begin 2006 nam Spanner nog de single Dancing With Tears in My Eyes op, een cover van de succesvolle band Ultravox uit de jaren 80. Dit bleek het laatste wapenfeit, want tot op heden heeft de band geen nieuw materiaal meer naar buiten gebracht. Sinds 2009 zijn Van der Ploeg en Outhuijse weer actief met De Kast.
De bandleden van Spanner waren destijds ook actief als coverband onder de naam Syb & Band.

## Bandleden
Huidige line-up
- Syb van der Ploeg - zang
- Nico Outhuijse - drums
- Johan Hofman - basgitaar, zang
- Jeff Zwart - gitaar
- Paul Bergman - toetsen

## Discografie
Albums
- Wonderful World (juni 2003)
- Solid Ground (juni 2005)

Singles
- Run (maart 2003)
- Wonderful World (mei 2003)
- Dragonfly (maart 2004)
- Find a Way (met Tasha's World) (april 2004)
- Invisible (april 2005)
- Whatever You Say (promo) (juni 2005)
- Falling (oktober 2005)
- Dancing With Tears in My Eyes (maart 2006)